# T.S. Wisła Kraków
Il T.S. Wisła Kraków è una società femminile di pallacanestro della Polonia, fondata nel 1928.

## Palmarès
fonte
- Campionato polacco: 25

1963, 1964, 1965, 1966, 1968, 1969, 1970, 1971, 1975, 1976, 1977, 1979, 1980, 1981, 1984, 1985, 1988, 2006, 2007, 2008, 2011, 2012, 2014, 2015, 2016
- Coppa di Polonia: 13

1959, 1960, 1961, 1966, 1967, 1979, 1984, 2006, 2009, 2012, 2014, 2015, 2017
- Supercoppa di Polonia: 2

2008, 2009